# Dilatón
El dilatón es una partícula hipotética que aparece principalmente en teoría de cuerdas. También aparece en la teoría de Kaluza-Klein cuando en la compactificación se varía el radio de la dimensión extra.
Es la partícula asociada a un campo escalar Φ en teorías modificadas de gravitación. En la relatividad general estándar, la constante de Newton G es constante (o lo que es lo mismo, la masa de Planck es constante). Si se "promueve" esta constante a un campo dinámico, lo que se obtiene es un dilatón. 
De esta manera, en las teorías tipo Kaluza-Klein tales como las teorías de cuerdas, cuando se realiza la reducción dimensional, la masa de Planck varía proporcionalmente a una potencia del volumen del espacio compactificado. Así es como el volumen puede convertirse en un dilatón en la teoría efectiva en bajas dimensiones.
Aunque la teoría de cuerdas incorpora la teoría de Kaluza-Klein de manera natural, es usual que los desarrollos perturbativos de las teorías de cuerdas contengan dilatones en las 10 dimensiones en que se definen. Sin embargo, la teoría M no parece incluir el dilatón en su espectro si no es compactificada. De hecho, el dilatón en la Teoría de cuerdas de Tipo IIA es precisamente el radión de la teoría M con una dimensión compactificada en un círculo, mientras que el dilatón de la Teoría de cuerda heterótica E8xE8 es el radión para el modelo de Hořava–Witten. 
Además, también existe un dilatón en la hoja de universo CFT de las teorías de cuerdas. La función exponencial de su valor esperado en el vacío determina su constante de acoplamiento g como ∫R = 2πχ para hojas de universo compactas por medio del teorema de Gauss-Bonnet y la característica de Euler χ = 2 − 2g, en donde g es el genus (número de asas u hoyos en la superficie que dibuja la hoja de universo).
{\displaystyle g=\exp(\langle \phi \rangle )}
Así, tenemos que la 'constante' de acoplamiento es una variable dinámica en las teorías de cuerdas. En contraste, esto no sucede en las teorías cuánticas de campos. En tanto la supersimetría esté rota, tales campos escalares pueden tomar valores arbitrarios (son el espacio moduli). Sin embargo, el rompimiento de supersimetría usualmente crea una energía potencial para los campos escalares y éstos se localizan cerca de un mínimo  que en principio debería poder calcularse mediante el enfoque de cuerdas.
El dilatón actúa como el escalar de la teoría de Brans–Dicke, con la escala de Planck efectiva que depende tanto de la tensión de las cuerdas  como del campo dilatónico.
La partícula asociada al dilatón en supersimetría (su supercompañera) se conoce como dilatino. El dilatón se combina con el axión para formar un campo escalar complejo.

## Acción dilatónica
La acción de gravedad dilatónica es
{\displaystyle \int d^{D}x{\sqrt {-g}}\left[{\frac {1}{2\kappa }}\left(\Phi R-\omega \left[\Phi \right]{\frac {g^{\mu \nu }\partial _{\mu }\Phi \partial _{\nu }\Phi }{\Phi }}\right)-V[\Phi ]\right]}.
Esta es la generalización de la teoría de Brans–Dicke, que rivalizó por un tiempo con la relatividad general.